# Djiddel Garre
Djiddel Garre est une localité du Cameroun située dans l'arrondissement de Bogo, le département du Diamaré et la région de l’Extrême-Nord. Elle fait partie du lawanat de Djiddel.

## Population
En 1975, la localité comptait 368 habitants, 295 Peuls et 73 Mousgoum. À cette date, un marché hebdomadaire s'y tenait le mercredi.
Lors du recensement de 2005, on y a dénombré 2 021 personnes.